# Сэвилл, Дарья Алексеевна
Да́рья Алексе́евна Сэ́вилл (до замужества — Гаври́лова, англ. Daria Saville; род. 5 марта 1994, Москва) — австралийская теннисистка, до 2015 года выступавшая за Россию. Победительница четырёх турниров WTA (один — в одиночном разряде); участница Олимпийских игр 2016 года.
В юниорах: победительница одного юниорского турнира Большого шлема в одиночном разряде (Открытый чемпионат США-2010) и одного в парном разряде (Открытый чемпионат Франции-2012); финалистка одного юниорского турнира Большого шлема в одиночном разряде (Открытый чемпионат Франции-2009); победительница теннисного турнира юношеской Олимпиады 2010 года в одиночном разряде; победительница одиночного турнира Les Petits As (2008); бывшая первая ракетка мира в юниорском рейтинге (2010).

## Биография
Дарья — старшая из двух детей Алексея и Натальи Гавриловых: у неё есть младший брат. В теннисе с шести лет. Любимое покрытие — хард, лучший удар — форхенд.
С 2018 года была помолвлена с австралийским теннисистом Люком Сэвиллом. В декабре 2021 года состоялась их свадьба и Гаврилова сменила фамилию, и стала выступать под именем Дарья Сэвилл.
Дружит с теннисисткой Дарьей Касаткиной.

## Спортивная карьера

### Начало карьеры
Юниорские годы
С 2007 по 2012 год принимала участие в соревнованиях юниорского тура ITF. В декабре 2008 года вышла в четвертьфинал статусного американского турнира Orange Bowl, где уступила Кристине Макхейл. В 2009 году дошла до полуфинала крупного турнира в Чехии, выиграла аналогичные соревнования во Франции. В начале июня на Открытом чемпионате Франции — своём дебютном юниорском турнире Большого шлема Гаврилова вышла в финал, где уступила Кристине Младенович. Через несколько недель в парном разряде Гаврилова вместе с соотечественницей Ксенией Кирилловой вышла в полуфинал юниорского Уимблдона. Осенью дошла до полуфинала Открытого чемпионата США в одиночном и парном (с Хромачёвой) разрядах, выиграла юниорский Кубок Федерации, а также дошла до финала на статусном Eddie Herr International. В конце лета — начале осени 2010 были выиграны Юношеская Олимпиада, Открытый чемпионат США по теннису и второй подряд юниорский Кубок Федерации), что подняло Гаврилову на вершину юниорского рейтинга. С 2011 года постепенно завершает свою карьеру в подобных соревнованиях. В июне 2012 года в паре с Хромачёвой выиграла парный «Ролан Гаррос».
Начало взрослой карьеры
С 2008 года Гаврилова стала играть в соревнованиях взрослого тура. Через год впервые сыграла в квалификации на турнир WTA, уступив на старте за попадание на Кубок Кремля Анастасии Родионовой. В сентябре 2010 года на соревновании в Альбукерке Гаврилова впервые победила действующего игрока топ-200, обыграв Мишель Ларшер де Бриту. В октябре дебютировала в основной сетке турнира WTA, получив уайлд-кард на Кубок Кремля. В марте 2011 года впервые дошла до финала взрослого турнира на 25-тысячнике из цикла ITF в Москве, чуть позже выиграла свой первый титул во взрослом теннисе — на 10-тысячнике в Анталье. В августе дебютировала в квалификации турнира Большого шлема. В июне 2012 года Гаврилова успешно сыграла на турнире WTA в Хертогенбосе, где, начав турнир с квалификации и обыграв по ходу Анастасию Родионову и Янину Викмайер, прошла во второй круг, одержав первую победу в основном сетке WTA-тура. В январе 2013 года Гаврилова впервые смогла пробиться в основу турнира Большого шлема, из квалификации пройдя во второй раунд Открытого чемпионата Австралии. У национальной федерации не удалось добиться увеличения финансирования, а поиски спонсоров привели к переговорам с австралийской федерацией об условиях перехода под их флаг. В конце сезона Гаврилова отказалась сыграть за сборную России в Кубке Федерации, чтобы иметь возможность позже быть заигранной за Австралию и в этом турнире и в Олимпийских играх. Финал переговоров был смазан серьёзной травмой, выбившей Гаврилову из строя на восемь месяцев.
Вернувшись к играм в июле 2014 года, Гаврилова уже на первом турнире — 50-тысячнике в Калифорнии — отметилась парным титулом, а в дальнейшем, играя в основном небольшие соревнования, смогла сохранить за собой место в середине третьей сотни рейтинга. Наиболее удачным появлением на соревнованиях ассоциации стало участие в токийском турнире премьер-серии, где Гаврилова из квалификации пробилась во второй раунд основы. В межсезонье выиграла внутренний австралийский квалификационный турнир за место в основе Открытого чемпионата Австралии, а в январе дополнила этот результат серией выигранных матчей в квалификации и первых кругах австралийских соревнований премьер-серии. Открытый чемпионат Австралии завершился поражением уже в первом круге, но потом Гаврилова выиграла два 50-тысячника, подтянувшись к границе первой и второй сотни классификации. Следующий пик формы пришёлся на середину марта, когда Гаврилова удачно отыграла два супертурнира в США: в Индиан-Уэлсе пробившись из квалификации во второй раунд основы, а в Майами, получив прямое место в основе, вышла в четвёртый раунд, попутно обыграв вторую ракетку мира Марию Шарапову. Хорошие результаты позволили Гавриловой впервые войти в первую сотню мирового рейтинга. Следом была взята небольшая пауза в выступлениях, закончившаяся в начале мая, когда Гаврилова сначала дошла до четвертьфинала 100-тысячника в Кань-сюр-Мер, а затем из квалификации пробилась в полуфинал турнира серии премьер 5 в Риме, переиграв во втором раунде основы № 7 в мире Ану Иванович. Удачная серия в начале года позволила Гавриловой отыграть более 150 позиций в рейтинге и 18 мая подняться на 45-ю строчку одиночного рейтинга. В июне она смогла сыграть в четвертьфинале турнира в Истборне. В июле был завоеван дебютный титул в основном туре. Гаврилова выиграла в парном разряде турнир в Стамбуле совместно с Элиной Свитолиной. В октябре она сыграла в 1/4 финала турнира в Гонконге и завершила 2015 год в ранге 36-й в мире.

### 2016—2018
На старте 2016 года Гаврилова сыграла в команде Австралии с Ником Кирьосом на Кубке Хопмана и они смогли выиграть этот командный кубок. на Открытом чемпионате Австралии впервые удалось выйти в четвёртый раунд Большого шлема и обыграть в том числе № 7 в мире Петру Квитову. В апреле состоялся дебют в составе сборной Австралии в Кубке Федерации, однако он закончился неудачей — поражение от США со счётом 0:4. В мае на крупном грунтовом турнире в Мадриде Гаврилова второй раз в сезоне обыграла Петру Квитову и прошла в четвертьфинал. На турнире серии Премьер 5 в Риме была обыграна № 5 в мире Симона Халеп, однако в следующем третьем раунде она проиграла Светлане Кузнецовой. Летом сыграла на Олимпийском турнире в Рио-де-Жанейро, однако уже в первом раунде ей досталась в соперницы Серена Уильямс и Гаврилова проиграла в двух сетах. В октябре на турнире высшей категории Премьер в Пекине был оформлен выход в четвертьфинал. Затем на турнире в Гонконге Гаврилова впервые в карьере обыграла действующую первую ракетку мира — Анжелику Кербер (6:3, 6:1) и прошла в полуфинал. На турнире в Москве она смогла выйти в финал одиночного и парного разрядов. В одиночках она проиграла Светлане Кузнецовой (2:6, 1:6), а в парном разряде в дуэте с Дарьей Касаткиной уступили паре Андреа Главачкова и Луция Градецкая. Год она завершила 25-й ракеткой мира.
На Открытом чемпионате Австралии 2017 года Гаврилова второй год подряд вышла в четвёртый раунд, где она проиграла Каролине Плишковой. В феврале она вновь неудачно выступила за сборную Австралии в Кубке Федерации, проиграв оба своих матча во встрече с Украиной. В апреле Гаврилова сыграла уже более удачно, выиграв два матча, и помогла Австралии одолеть Сербию за право остаться во второй группе Кубка Федерации. В начале мая вышла в четвертьфинал турнира в Рабате, а через две недели, попав на турнир через квалификацию, доиграла до той же стадии на турнире серии Премьер 5 в Риме. В третьем раунде она победила № 8 Светлану Кузнецову. Затем Гаврилова на турнире в Страсбурге смогла выйти в финал, в котором проиграла Саманте Стосур (7:5, 4:6, 3:6). В июне Гаврилова один раз смогла дойти до четвертьфинала на траве — на турнире в Бирмингеме.
В августе 2017 года на Премьер-турнире в Нью-Хейвене 26-я ракетка мира Дарья Гаврилова переиграла в финале турнира словачку Доминику Цибулкову со счётом 4:6, 6:3, 6:4 и выиграла свой первый одиночный титул в WTA. Благодаря этой победе Гаврилова 28 августа впервые в карьере стала 20-й ракеткой мира и продержалась на этой позиции только одну неделю. В сентябре на турнире в Токио она вышла в парный финал совместно с Касаткиной. В октябре Гаврилова уже вышла в одиночный финал на турнире в Гонконге, однако проиграла в нём Анастасии Павлюченковой. Второй сезон подряд она заняла в итоговом рейтинге 25-е место.
В январе 2018 года Гаврилова вышла в полуфинал турнира в Сиднее, где уступила австралийской теннисистке Эшли Барти — 6:3, 4:6, 2:6. На Открытом чемпионате Австралии во втором круге проиграла Элизе Мертенс из Бельгии. В феврале на Кубке Федерации она проиграла обе встречи украинкам Надежде Киченок и Марте Костюк, однако Австралия смогла выиграть со счётом 3:2. В начале марта на турнире в Акапулько дошла до полуфинала, проиграв ещё одной украинке Лесе Цуренко. В апреле она уже удачно сыграла за Австралию в Кубке Федерации против команды Нидерландов. Гаврилова выиграла одиночную и парную встречу и помогла сборной на следующий год попасть в основную мировую группу. В мае на турнире в Риме во втором раунде она смогла обыграть третью ракетку мира Гарбинью Мугурусу, но затем в третьем раунде проиграла Шараповой в двух сетах. На турнире в Страсбурге она выиграла парный приз в альянсе с Эллен Перес. На «Ролан Гаррос» 2918 года дошла до третьего круга, где проиграла Мертенс. На Уимблдоне также дошла до третьего круга, обыграв во втором Саманту Стосур. На Открытом чемпионате США прошла во втором круге проиграла Виктории Азаренко в двух сетах. На турнире серии Премьер 5 в Ухане выбыла в третьем раунде. В октябре на турнире в Пекине в первом раунде удалось обыграть пятую ракетку мира Петру Квитову, однако во втором она проиграла Доминике Цибулковой. На турнире в Гонконге она выиграла два матча и вышла в 1/4 финала. За сезон она потеряла 10 позиций и закончила год на 35 месте в рейтинге WTA.

### 2019—2022
На старте сезона 2019 года Гаврилова проиграла шесть матчей подряд. Дальше она продолжила выступать неудачно и до июня смогла выиграть матчи только на двух турнирах: в марте в Индиан-Уэлсе вышла в третий раунд, а в мае в четвертьфинал в Страсбурге. На турнире «Ролан Гарросе», Уимблдоне и Открытом чемпионате США она проиграла в первом раунде и к осени потеряла место в топ-100. Гаврилова не играла официальных турниров больше года и вернулась в сентябре 2020 года, находясь в восьмой сотне рейтинга. Гаврилову преследовали проблемы со здоровьем и она пропустила большую часть сезона 2021 года. В феврале ей была сделана операция на ахилловом сухожилии и она вышла на корт только в ноябре.
С 2022 году после свадьбы Гаврилова стала выступать под фамилие мужа — Сэвилл. В феврале 2022 года она смогла выйти в четвертьфинал турнира в Гвадалахаре. В марте на турнир высшей категории в Индиан-Уэлсе она смогла пробиться через квалификацию и во втором раунде обыграла теннисистку из топ-10 Унс Джабир, однако в третьем раунде проиграла Элизе Мертенс. На следующем супертурнире в Майами она уже смогла выйти в четвертьфинал. В мае Сэвилл смогла взять парный титул на турнире в Страсбурге в партнёрстве с Николь Мелихар-Мартинес. На Открытом чемпионате Франции она выбила с турнира во втором раунде Петру Квитову, однако в третьем проиграла Мартине Тревизан. В июне она смогла вернуться в рейтинге в топ-100, хотя сезон начинала в пятой сотне. В августе Сэвилл выиграла три матча на турнире в Вашингтоне, в том числе и у седьмой ракетки мира Джессики Пегулы, и прошла в полуфинал. На турнире в Гранби удалось выйти в финал, в котором она проиграла Дарье Касаткиной — 4:6, 4:6.

## Итоговое место в рейтинге WTA по годам
| Год  | Одиночный рейтинг | Парный рейтинг |
| 2024 | 120               | 229            |
| 2023 | 206               | 168            |
| 2022 | 53                | 153            |
| 2021 | 419               | 564            |
| 2020 | 446               |                |
| 2019 | 237               | 148            |
| 2018 | 38                | 118            |
| 2017 | 25                | 55             |
| 2016 | 25                | 90             |
| 2015 | 36                | 173            |
| 2014 | 233               | 398            |
| 2013 | 144               | 537            |
| 2012 | 215               | 477            |
| 2011 | 383               | 833            |
| 2010 | 515               |                |

## Выступления на турнирах

### Финалы турнировWTAв одиночном разряде (5)

#### Победа (1)
| Легенда:                                   |
| ------------------------------------------ |
| Турниры Большого шлема (0)*                |
| Олимпиада (0)                              |
| Итоговый турнир WTA (0)                    |
| Premier Mandatory / WTA 1000 Mandatory (0) |
| Premier 5 / WTA 1000 (0)                   |
| Premier / WTA 500 (1)                      |
| International / WTA 250 (0+3)              |

| Титулы по покрытиям | Титулы по месту проведения матчей турнира |
| ------------------- | ----------------------------------------- |
| Хард (1+1)*         | Зал (0)                                   |
| Грунт (0+2)         | Зал (0)                                   |
| Трава (0)           | Открытый воздух (1+3)                     |
| Ковёр (0)           | Открытый воздух (1+3)                     |

* количество побед в одиночном разряде + количество побед в парном разряде.
| №  | Дата            | Турнир          | Покрытие | Соперница в финале | Счёт        |
| 1. | 26 августа 2017 | Нью-Хейвен, США | Хард     | Доминика Цибулкова | 4-6 6-3 6-4 |

#### Поражения (4)
| №  | Дата            | Турнир             | Покрытие   | Соперница в финале     | Счёт           |
| 1. | 22 октября 2016 | Москва, Россия     | Хард (зал) | Светлана Кузнецова     | 2-6 1-6        |
| 2. | 27 мая 2017     | Страсбург, Франция | Грунт      | Саманта Стосур         | 7-5 4-6 3-6    |
| 3. | 15 октября 2017 | Гонконг            | Хард       | Анастасия Павлюченкова | 7-5 3-6 6-7(3) |
| 4. | 27 августа 2022 | Гранби, Канада     | Хард       | Дарья Касаткина        | 4-6 4-6        |

### Финалы турнировITFв одиночном разряде (7)

#### Победы (5)
| Легенда:                    |
| --------------------------- |
| 100.000 USD (0)*            |
| 80.000 (75.000)** USD (0)   |
| 60.000 (50.000)** USD (3+1) |
| 25.000 USD (1+1)            |
| 15.000 (10.000)** USD (1)   |

** призовой фонд до 2017 года
| Титулы по покрытиям | Титулы по месту проведения матчей турнира |
| ------------------- | ----------------------------------------- |
| Хард (5+1)*         | Зал (0)                                   |
| Грунт (0+1)         | Зал (0)                                   |
| Трава (0)           | Открытый воздух (5+2)                     |
| Ковёр (0)           | Открытый воздух (5+2)                     |

* количество побед в одиночном разряде + количество побед в парном разряде.
| №  | Дата            | Турнир               | Покрытие | Соперница в финале | Счёт        |
| 1. | 17 апреля 2011  | Анталья, Турция      | Хард     | Ксения Лыкина      | 6-4 4-6 6-2 |
| 2. | 12 октября 2014 | Бангкок, Таиланд     | Хард     | Сабина Шарипова    | 7-6(4) 6-3  |
| 3. | 7 февраля 2015  | Берни, Австралия     | Хард     | Ирина Фалькони     | 7-5 7-5     |
| 4. | 15 февраля 2015 | Лонсестон, Австралия | Хард     | Тереза Мрдежа      | 6-1 6-2     |
| 5. | 1 декабря 2024  | Голд-Кост, Австралия | Хард     | Лизетт Кабрера     | 7-5 7-6(3)  |

#### Поражения (2)
| №  | Дата          | Турнир         | Покрытие   | Соперница в финале | Счёт           |
| 1. | 27 марта 2011 | Москва, Россия | Хард (зал) | Людмила Киченок    | 2-6 0-6        |
| 2. | 20 мая 2012   | Москва, Россия | Грунт      | Маргарита Гаспарян | 6-4 4-6 6-7(2) |

### Финалы турнировWTAв парном разряде (5)

#### Победы (3)
| №  | Дата         | Турнир                 | Покрытие | Партнёрша               | Соперницы в финале            | Счёт           |
| 1. | 26 июля 2015 | Стамбул, Турция        | Хард     | Элина Свитолина         | Чагла Бююкакчай Елена Янкович | 5-7 6-1 [10-4] |
| 2. | 25 мая 2019  | Страсбург, Франция     | Грунт    | Эллен Перес             | Дуань Инъин Хань Синьюнь      | 6-4 6-3        |
| 3. | 21 мая 2022  | Страсбург, Франция (2) | Грунт    | Николь Мелихар-Мартинес | Луция Градецкая Саня Мирза    | 5-7 7-5 [10-6] |

#### Поражения (2)
| №  | Дата             | Турнир         | Покрытие   | Партнёрша       | Соперницы в финале                       | Счёт           |
| 1. | 21 октября 2016  | Москва, Россия | Хард (зал) | Дарья Касаткина | Андреа Главачкова Луция Градецкая        | 6-4 0-6 [7-10] |
| 2. | 23 сентября 2017 | Токио, Япония  | Хард       | Дарья Касаткина | Андрея Клепач Мария Хосе Мартинес Санчес | 3-6 2-6        |

### Финалы турнировITFв парном разряде (3)

#### Победы (2)
| №  | Дата         | Турнир            | Покрытие | Партнёрша       | Соперницы в финале               | Счёт       |
| 1. | 6 мая 2012   | Кьяссо, Швейцария | Грунт    | Ирина Хромачёва | Маша Зец-Пешкирич Конни Перрен   | 6-0 7-6(1) |
| 2. | 13 июля 2014 | Сакраменто, США   | Хард     | Сторм Сандерс   | Мария Санчес Зоуи Гвен Скандалис | 6-2 6-1    |

#### Поражение (1)
| №  | Дата            | Турнир           | Покрытие | Партнёрша       | Соперницы в финале | Счёт    |
| 1. | 12 октября 2014 | Бангкок, Таиланд | Хард     | Ирина Хромачёва | Лу Цзинцзин Лю Чан | 4-6 3-6 |

### Финалы командных турниров (1)

#### Победы (1)
| №  | Год  | Турнир        | Команда                            | Соперник в финале                     | Счёт |
| 1. | 2016 | Кубок Хопмана | Австралия · Д.Гаврилова, Н. Кирьос | Украина · Э. Свитолина, А. Долгополов | 2-0  |

## История выступлений на турнирах
По состоянию на 18 марта 2024 года
Информация в таблице корректируется только по окончании участия там данного игрока.
| Турнир                       | 2011          | 2013          | 2014          | 2015          | 2016  | 2017          | 2018          | 2019          | 2020          | 2021  | 2022          | 2023          | 2024  | Итог   | В/П за карьеру |
| ---------------------------- | ------------- | ------------- | ------------- | ------------- | ----- | ------------- | ------------- | ------------- | ------------- | ----- | ------------- | ------------- | ----- | ------ | -------------- |
| Турниры Большого шлема       |               |               |               |               |       |               |               |               |               |       |               |               |       |        |                |
| Открытый чемпионат Австралии | -             | 2Р            | -             | 1Р            | 4Р    | 4Р            | 2Р            | 1Р            | -             | 2Р    | 1Р            | -             | 1Р    | 0 / 9  | 9-9            |
| Открытый чемпионат Франции   | -             | К             | -             | 2Р            | 1Р    | 1Р            | 3Р            | 1Р            | 2Р            | -     | 3Р            | -             |       | 0 / 7  | 6-7            |
| Уимблдонский турнир          | -             | К             | -             | 1Р            | 2Р    | 1Р            | 3Р            | 1Р            | НП            | -     | 1Р            | 1Р            |       | 0 / 7  | 3-7            |
| Открытый чемпионат США       | К             | К             | К             | 1Р            | 1Р    | 2Р            | 2Р            | 1Р            | -             | -     | 1Р            | 2Р            |       | 0 / 7  | 3-7            |
| Итог                         | 0 / 0         | 0 / 1         | 0 / 0         | 0 / 4         | 0 / 4 | 0 / 4         | 0 / 4         | 0 / 4         | 0 / 1         | 0 / 1 | 0 / 4         | 0 / 2         | 0 / 1 | 0 / 30 |                |
| В/П в сезоне                 | 0-0           | 1-1           | 0-0           | 1-4           | 4-4   | 4-4           | 6-4           | 0-4           | 1-1           | 1-1   | 2-4           | 1-2           | 0-4   |        | 20-27          |
| Олимпийские игры             |               |               |               |               |       |               |               |               |               |       |               |               |       |        |                |
| Летняя олимпиада             | Не проводился | Не проводился | Не проводился | Не проводился | 1Р    | Не проводился | Не проводился | Не проводился | Не проводился | -     | Не проводился | Не проводился |       | 0 / 1  | 0-1            |

К — проигрыш в квалификационном турнире.